# Vatican Advanced Technology Telescope
O Telescópio Alice P. Lennon e sua Instalação de Astrofísica Thomas J. Bannan, conhecidos juntos como Telescópio de Tecnologia Avançada do Vaticano ( VATT ), é um telescópio gregoriano que observa no óptico e no infravermelho situado no Monte Graham, no sudeste do Arizona, Estados Unidos. Medindo 1.83 m (6 ft 0 in) de largura, o telescópio alcançou sua primeira luz em 1993.
O VATT faz parte do Observatório Internacional Mount Graham e é operado pelo Observatório do Vaticano, uma das mais antigas instituições de pesquisa astronômica do mundo, em parceria com a Universidade do Arizona.

## Projeto
| Sistema óptico      | Gregoriano Aplanático f/9                                 |
| Comprimento focal   | 16,48m                                                    |
| espelho primário    | f/1.0, diâmetro 1,83 m                                    |
| espelho secundário  | f/0,9, diâmetro 0,38 m (controle de foco: 0,1 micrômetro) |
| Campo de visão      | 72 mm (15')                                               |
| Escala              | 12,52"/mm                                                 |
| Qualidade da imagem | 0,1' - 6,8"                                               |
| montar              | Alt-Az + derotador                                        |

O coração do telescópio é uma construção colmeia f/1.0, espelho primário de borosilicato. O espelho do VATT é extraordinariamente 'rápido' em f/1, o que significa que sua distância focal é igual ao seu diâmetro. Por ter uma distância focal tão curta, um design gregoriano pode ser empregado, que usa um espelho secundário côncavo em um ponto além do foco primário; isso permite um foco excepcionalmente nítido em todo o campo de visão. 
O design óptico incomum e as novas técnicas de fabricação de espelho significam que os espelhos primário e secundário estão entre as superfícies mais exatas já feitas para um telescópio terrestre. Além disso, os céus acima do Monte Graham estão entre os mais claros, estáveis e escuros da América do Norte continental. Uma visão melhor do que um segundo de arco, mesmo sem óptica adaptativa, pode ser obtida regularmente.

## Construção

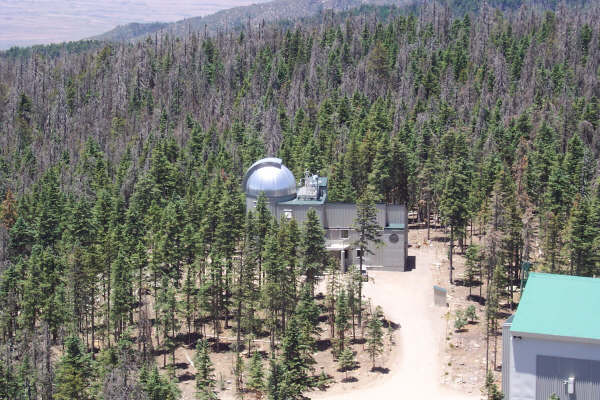
VATT da varanda do vizinho LBT

O espelho primário foi fabricado no Laboratório de Espelhos do Observatório Steward da Universidade do Arizona, que foi pioneiro tanto na fundição giratória quanto nas técnicas de polimento por sobreposição que estão sendo usadas para espelhos de telescópios que incluem os telescópios MMT e Magellan de 6,5 metros de abertura, e os dois Espelhos de 8,4 metros do Grande Telescópio Binocular.

## Pesquisar
Dadas as suas excelentes qualidades ópticas, o telescópio tem sido usado principalmente para imagens e trabalhos fotométricos, nos quais supera regularmente telescópios muito maiores localizados em outros lugares. Entre os resultados desse telescópio estão a descoberta de MACHOs na Galáxia de Andrômeda; a validação do sistema de filtros fotométricos Stromvil; evidências de como a forma e as dimensões das galáxias mudaram ao longo da idade do universo; descoberta do primeiro asteroide binário 'Vesta chip'; e a caracterização e classificação por cores visíveis de cerca de 100 objetos transnetunianos, a maioria deles com magnitude inferior a 21.

## Financiamento
O governo do Estado da Cidade do Vaticano apoia a equipe do Observatório do Vaticano e os custos regulares de pesquisa, mas o custo para construir e manter o próprio VATT veio de doadores privados: os principais doadores que apoiaram a construção do VATT foram Fred e Alice P. Lennon e Thomas J. Bannan. Os benfeitores da Fundação Observatório do Vaticano continuam a apoiar os custos operacionais do VATT.